# Francisco Maria, Príncipe de Lillebonne
François Marie de Lorena (4 de Abril de 1624 - 19 de Janeiro de 1694) nascido no Hôtel d'Elbeuf em Paris, foi um nobre francês e membro da Casa de Lorena. Era conhecido como o príncipe de Lillebonne. Também foi Duque de Joyeuse.

## Biografia
Francisco Maria é filho de Carlos II de Lorena, Duque de Elbeuf, e de sua esposa Catarina Henriqueta de Bourbon, Legitimada de França, filha legitimada de Henrique IV de França e Gabrielle d'Estrées. Ele foi o quarto e último filho do casal. Durante a sua juventude, foi reconhecido como Conde de Lillebonne, mais tarde intitulando-se como Príncipe. Só vendeu o Condado de Lillebonne em 1692 através do seu sobrinho, Henrique, Duque de Elbeuf, que tinha acabado de perder o seu pai Carlos III, Duque de Elbeuf.
Como membro da Casa de Guise, fundada por Cláudio, Duque de Guise, era um Príncipe de Lorena, descendente pela linha masculina de Renato II, Duque de Lorena. Na corte, assim como membros de sua família de Lorena, ocupava o posto de Príncipe Estrangeiro, posição abaixo da Família Real e dos Príncipes de Sangue.
Os seus primos paternos em primeiro grau, incluíam  Filipe, o Cavaleiro de Lorena (amante de Filipe I, Duque de Orleães) e o Conde de Armagnac; os seus primos maternos incluiam Luís XIV da França e o acima mencionado, Duque de Orleães.
Foi capitão da cavalaria no regimento do Cardeal Mazarin. Serviu na Guerra dos Trinta Anos, fazendo parte do Cerco de Lleida em 1644 e no ano seguinte na Batalha de Nördlingen, aonde foi ferido (o seu irmão Carlos III, Duque de Elbeuf, também serviu nesta batalha). Um bom militar, mais tarde, lutou contra a Espanha, antes da celebração do casamento entre Luís XIV e Maria Teresa da Áustria, que cimentou a paz entre as duas nações.
Casou duas vezes, a primeira a 3 de setembro de 1658 com Cristina d'Estrées, filha de Francisco Anibal d'Estrées. O casal não teve descendência. Cristina morreu em dezembro de 1658. Casou-se novamente a 7 de outubro de 1660, desta vez com a sua prima Ana de Lorena, filha do duque Carlos IV da Lorena. Como presente de casamento, o Duque da Lorena deu à sua filha o Hôtel de Beauvau, mais tarde renomeado o Hôtel de Lillebonne, em (Nancy). Casaram na Abadia de Saint-Pierre de Montmartre.

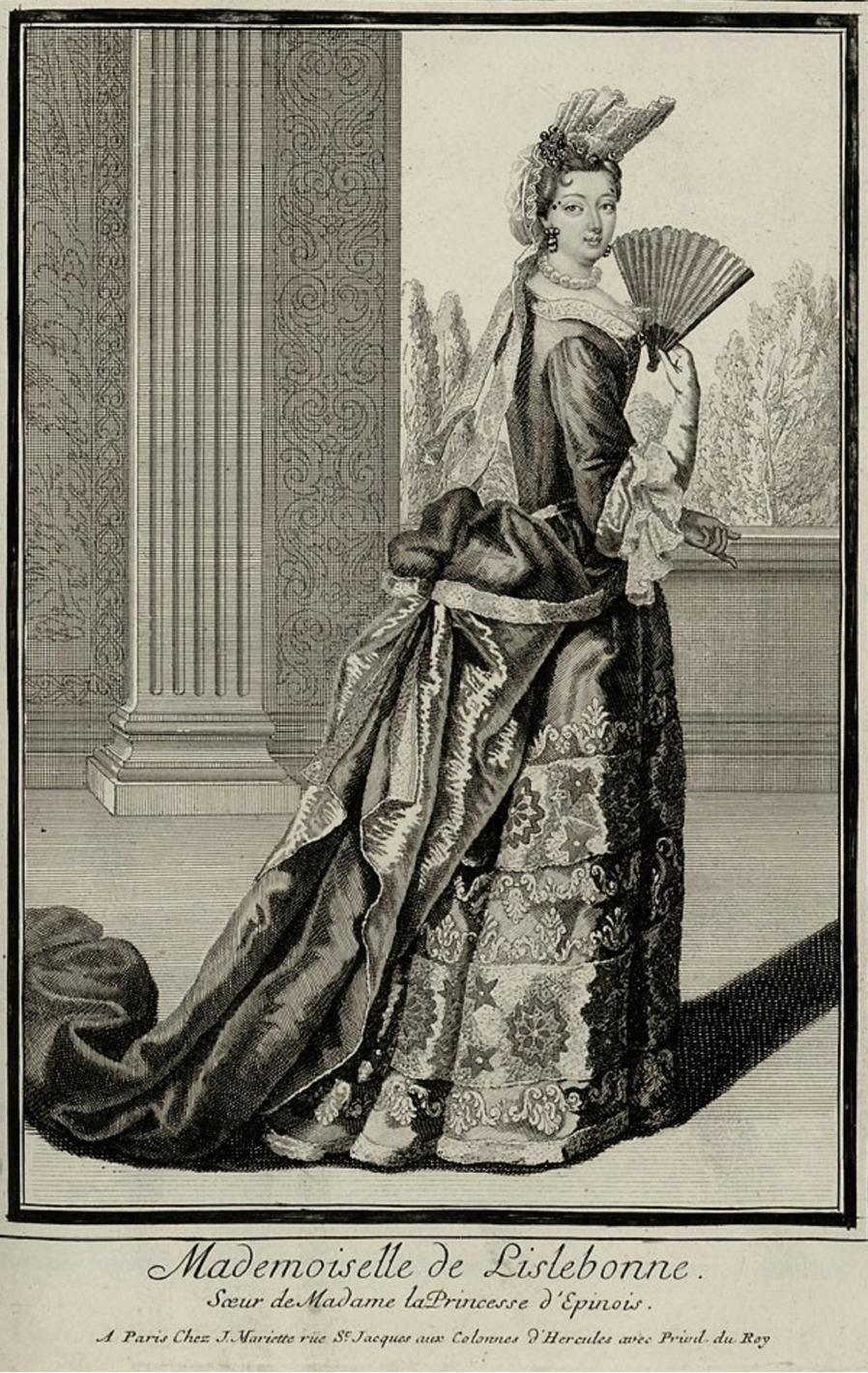
Desenho da sua filha Mademoiselle de Lillebonne.

O seu cunhado era Carlos Henrique de Lorena, o príncipe de Vaudémont, filho de Carlos IV, Duque de Lorena e da sua esposa secreta, Beatriz de Cusance.
O seu filho mais velho, o Príncipe de Commercy, morreu em batalha em 1702; a sua filha mais velha, Béatrice Hiéronyme, foi a Abadessa da Abadia de Remiremont. A sua outra filha, Élisabeth, casou-se com o Príncipe de Epinoy; Élisabeth foi a mãe de Anne Julie Adélaïde de Melun, esposa de Carlos de Rohan e ancestral da princesa de Condé, da princesa de Guéméné e do duque d'Enghien, que foi executado no fosso do Castelo de Vincennes, em Março de 1804.
Francisco Maria de Lorena morreu em Paris, com sessenta e nove anos, a sua esposa por mais vinte e seis anos.

## Descendência
1. Carlos Francisco de Lorena, Príncipe de Commercy (11 de julho de 1661 – 15 de agosto de 1702), nunca se casou, morreu durante a Batalha de Luzzara em Cremona;
2. Béatrice Hiéronyme de Lorraine, Mademoiselle de Lillebonne, Abadessa de Remiremont (1 de julho de 1662 – 9 de fevereiro de 1738), nunca se casou, sem descendência (segundo Saint-Simon, casou-se com o seu primo, o Cavaleiro de Lorena);
3. Teresa de Lorena (12 de Maio de 1663 – 17 de setembro de 1671), morreu na infância;
4. Maria Francisca de Lorena (28 de Maio de 1666 – 10 de Maio de 1669), morreu na infância;
5. Élisabeth Teresa de Lorena, Mademoiselle de Commercy (5 de abril de 1664 – 7 de Março de 1748), casou com Luís de Melun, pais de Louis de Melun, Príncipe de Epinoy, e Anne Julie de Melun, princesa de Soubise;
6. Sebastião de Lorena (19 de abril de 1667 – 15 de agosto de 1669), morreu na infância;
7. Joana-Francisca de Lorena (6 de setembro de 1668 – 1680), morreu na infância;
8. Henrique Luís de Lorena (26 de outubro de 1669 – 17 de Março de 1670), morreu na infância;
9. João Paulo de Lorena (10 de junho de 1672 – 29 de julho de 1693) morreu na Batalha de Landen, sem descendência.